# Csúcsos pókhálósgomba
A csúcsos pókhálósgomba (Cortinarius rubellus) a pókhálósgombafélék családjába tartozó, Európa és Észak-Amerika fenyveseiben honos, halálosan mérgező gombafaj!

## Megjelenése
A csúcsos pókhálósgomba kalapja 2,5-8 cm széles, fiatalon domború vagy kúpos alakú, később domborúan, idősen laposan kiterül, a közepén gyakran hegyes púppal.  Felszíne nagyon finoman pikkelyes, kissé egyenetlennek tűnő; esetleg sugarasan szálas. Nem vagy csak gyengén higrofán; színe rozsdabarna, narancsbarna vagy élénk okkerbarna; közepe gyakran sötétebb. 
Húsa rostos, színe halványsárga, narancssárga vagy vörösbarna (idősen a tönk tövétől sötétedik). Szaga és íze nem jellegzetes, esetleg gyenge retekszaga és kissé édeskés íze lehet.  
Széles, közepesen sűrű vagy kissé ritkás lemezei tönkhöz nőttek. Színük sáfránysárga, okkerbarna vagy élénk vörösbarna, idősen rozsdabarnák. 
Tönkje 5-12 cm magas és 0,5-1,5 cm vastag. Alakja egyenletesen hengere vagy töve felé kissé vékonyodó. Színe fiatalon okkeres, később vörösbarna, a tövénél sötétebb. A fiatal lemezeket védő sárgás, pókhálószerű kortina szálakat hagyhat a tönkön. 
Spórapora rozsdabarna. Spórája tojásdad, finoman szemölcsös, mérete 10-10,5 x 7,5-8 µm.

### Hasonló fajok
Az inkább tölgyesekben élő mérges pókhálósgomba, valamint a mozdonyfüstszagú pókhálósgomba, az oroszlánsárga pókhálósgomba, az aranysárga pókhálósgomba hasonlíthat hozzá; esetleg a rókagombákkal is összetéveszthető. Az Orellanin nevű vesemérget tartalmazza, mely halált okozhat.

## Elterjedése és termőhelye
Európában és Észak-Amerikában honos. 
Savanyú, nedves talajú, hegyvidéki fenyvesekben él, főleg erdei fenyő és luc alatt. Ritkán bükk, nyír, tölgy alatt is megfigyelték. Augusztustól októberig terem.
Súlyosan mérgező. Orvosi segítség nélkül a mérgezés halálhoz is vezethet. 

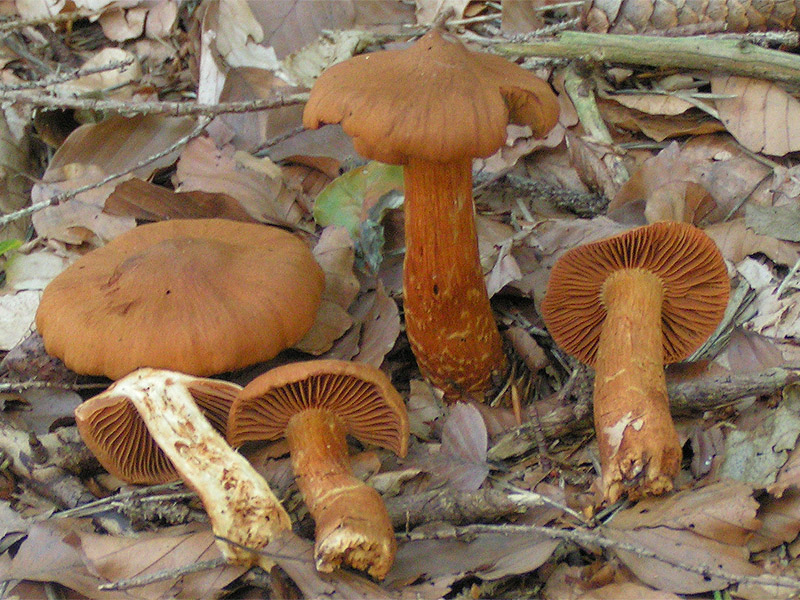
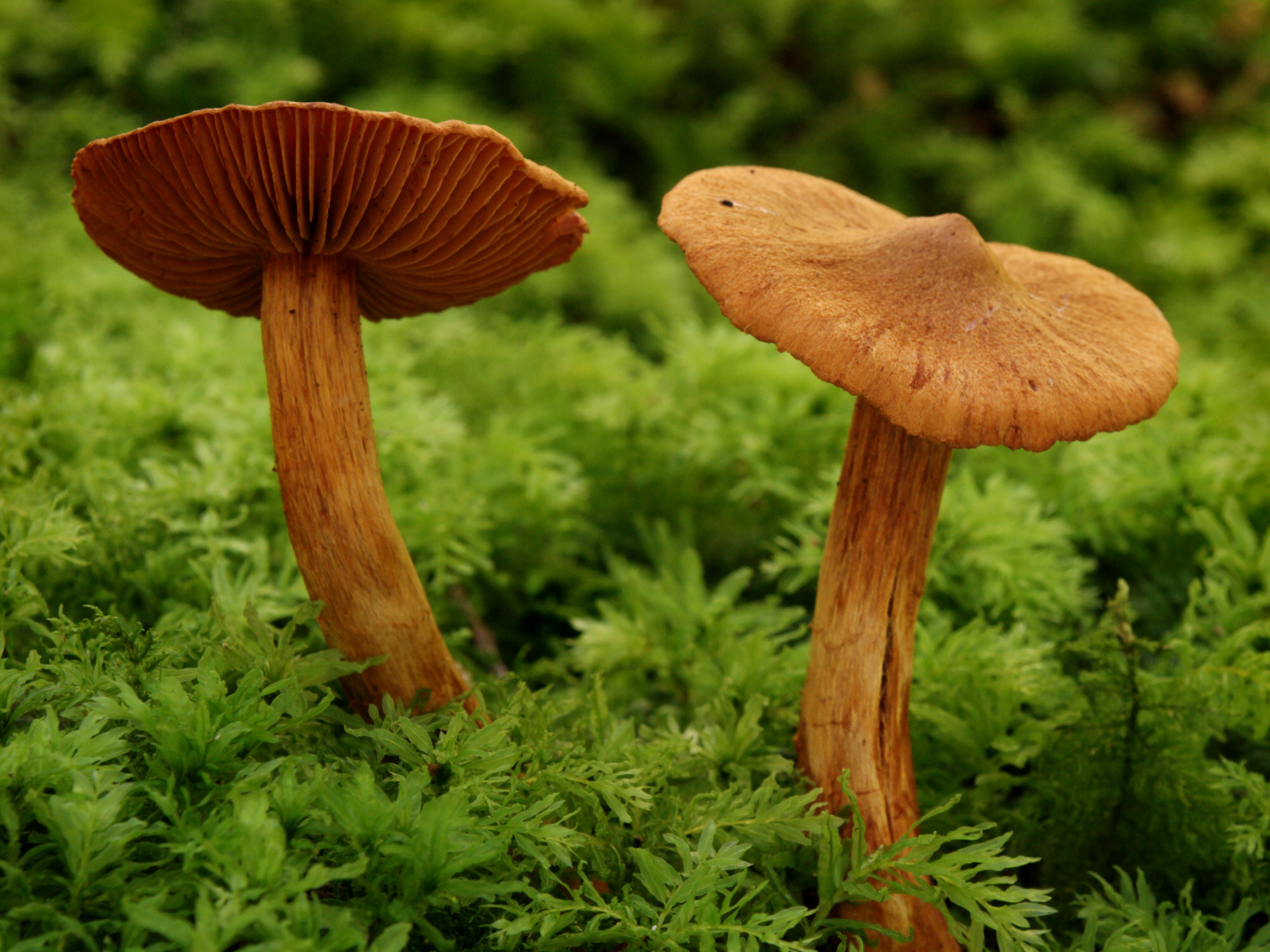
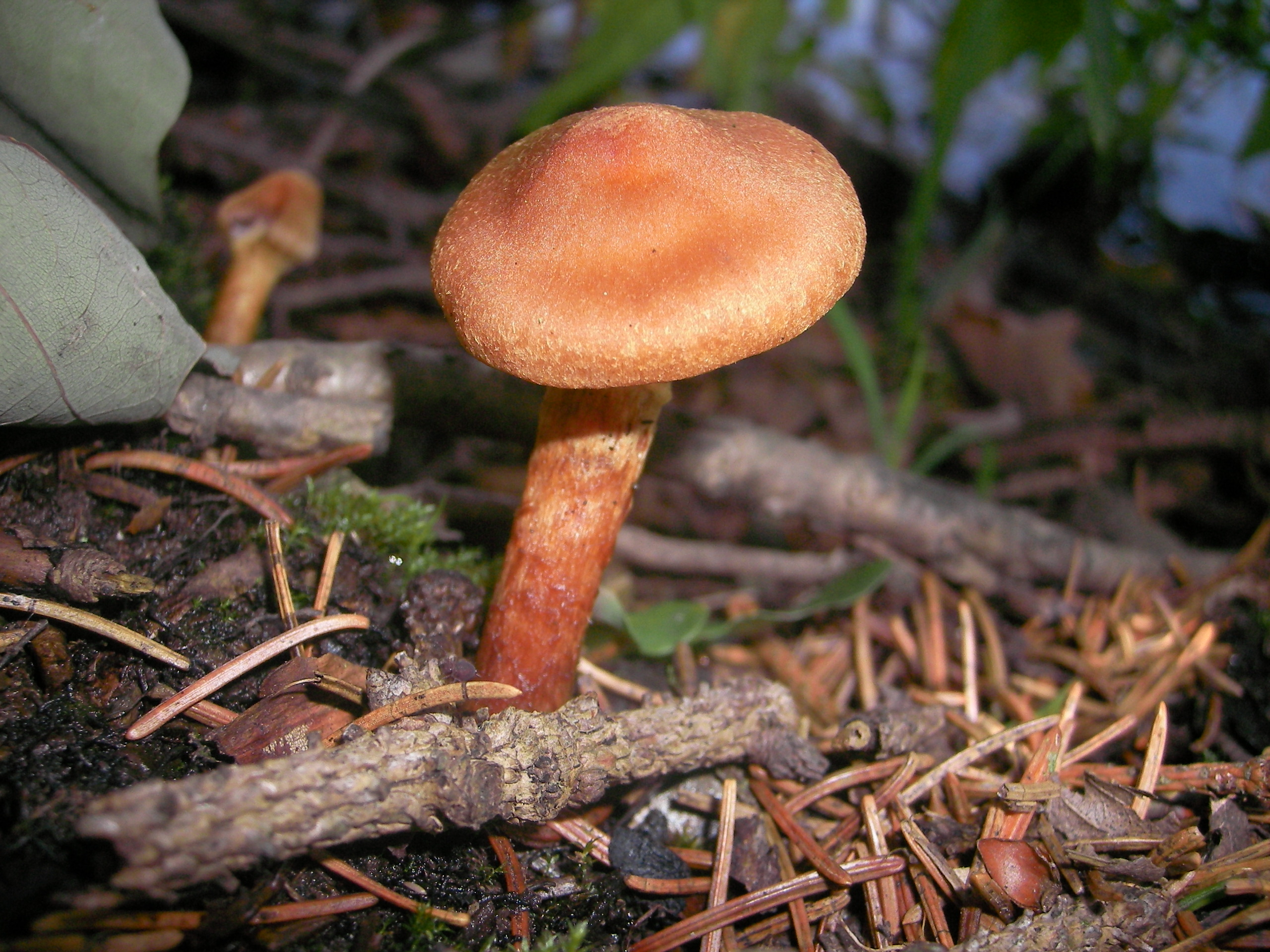
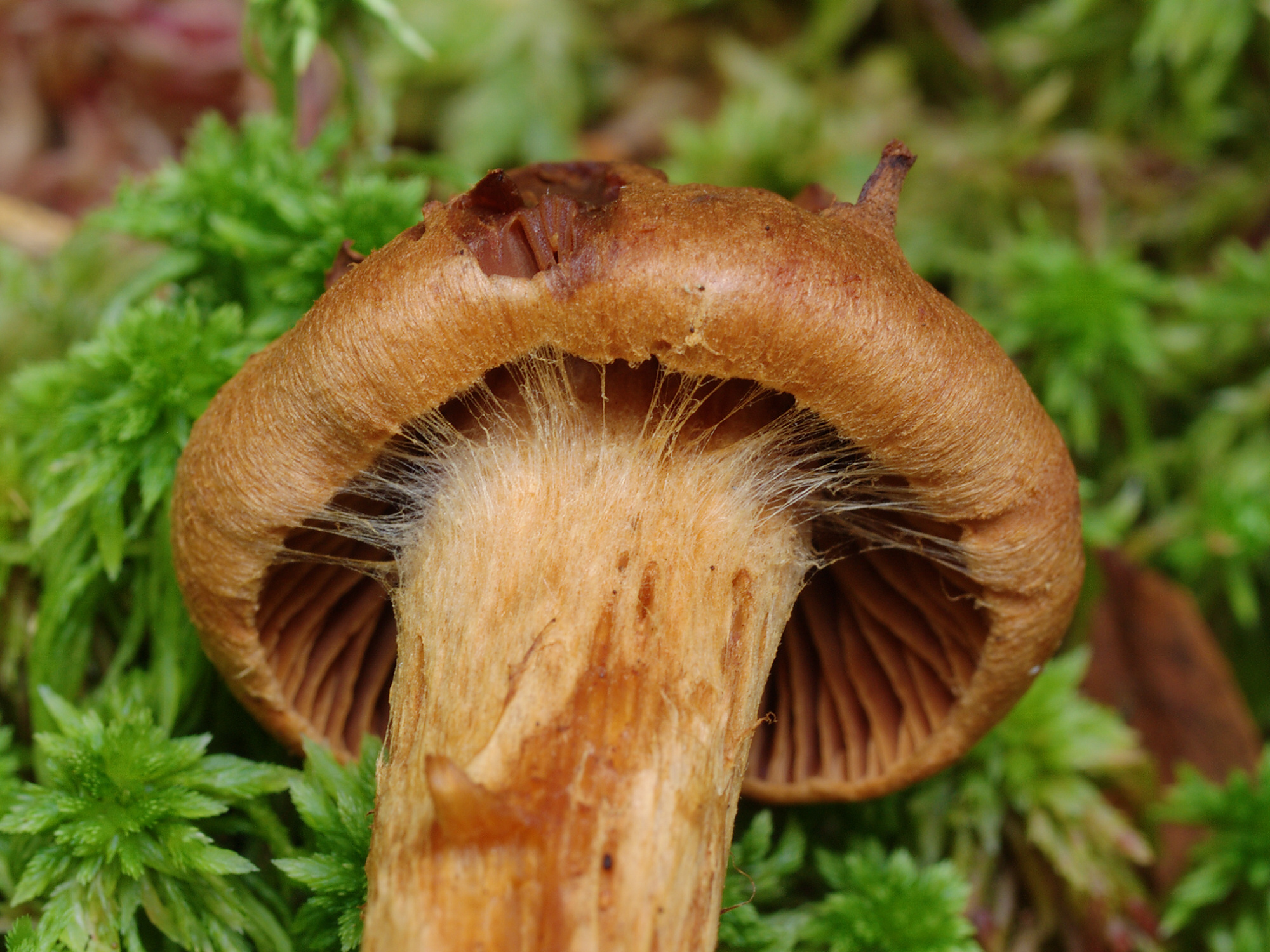
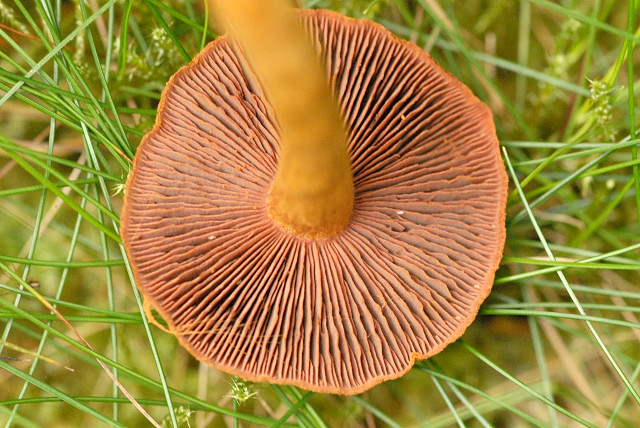